# Mavis Lever
Mavis Lilian Batey (Dulwich, 5 maggio 1921 – Bognor Regis, 12 novembre 2013) è stata una crittografa britannica.
Il suo lavoro al Bletchley Park fu fondamentale per la riuscita dello sbarco in Normandia e fu la prima persona a violare i messaggi della marina italiana. Dopo la guerra si impegnò per salvare parchi e giardini storici.

## Storia
In un primo momento fu assunta dalla sezione di Londra per controllare le "personal columns" del Times per cercare messaggi di spionaggio in codice. Poi, nel 1940, fu reclutata per lavorare come crittoanalista a Bletchley Park. Lì lavora come assistente di Dilly Knox, ed è stata strettamente coinvolta nello sforzo di decrittazione prima della Battaglia di Capo Matapan.
Sebbene Batey avesse solo 19 anni, iniziò a lavorare sulla macchina navale italiana Enigma, e alla fine di marzo 1941 entrò nella loro struttura, decifrando un messaggio che diceva "Oggi 25 marzo est il giorno x - 3". La Royal Navy si aspettava un'incursione alle linee di collegamento tra Egitto e Grecia. Il messaggio forni la base per tendere una vera e propria imboscata alla Regia Marina che comportò la perdita di 3 incrociatori pesanti nello scontro di Capo Matapan. Il leader dell'attacco a Matapan, l'ammiraglio Andrew Cunningham, in seguito visitò Bletchley Park per ringraziare Knox, Batey e i suoi compagni per aver reso possibile la sua vittoria.
Mentre era a Bletchley Park incontrò Keith Batey, un matematico e compagno di decifrazione, che sposò nel 1942.
Dopo il 1945 trascorse un po' di tempo nel servizio diplomatico ed in seguito partorì tre figli. 
Ha pubblicato numerosi libri sulla storia dei giardini, oltre ad alcuni scritti relativi a Bletchley Park, ed è stata presidente della Garden History Society, di cui è diventata segretaria nel 1971.
È stata insignita della Veitch Memorial Medal nel 1985 e nominata membro dell'Ordine dell'Impero Britannico nel 1987, in entrambi i casi per il suo lavoro sulla conservazione dei giardini.
Nel 2005, The Gardens Trust ha creato il premio annuale Mavis Batey Essay Prize, un concorso rivolto a studenti internazionali iscritti a un'università, in istituti di istruzione superiore o che si sono laureati di recente in uno di essi. Il premio celebra i suoi risultati nella difesa dei giardini storici.